# Metionina
La metionina (abreviada como Met o M) es un aminoácido hidrófobo, cuya fórmula química es: HO2CCH(NH2)CH2CH2SCH3. Al ser hidrófobo este aminoácido esencial está clasificado como no polar.

## Historia
El bacteriólogo e inmunólogo estadounidense John Howard Mueller comprobó en 1922 que la adición de una mezcla de los aminoácidos a las colonias de estreptococos (Streptococcus hemolyticus) no era suficiente para su crecimiento. Sin embargo, se logró con la adición de caseína. Por ello Mueller asumió que la caseína todavía debía contener al menos un aminoácido adicional. Durante la investigación posterior de la caseína Mueller por primera vez fue capaz de aislar la metionina. La elucidación de la fórmula estructural y de la síntesis la consiguieron en 1926 el británico George Barger  y su asistente Frederick Philip Coine, y Barger publicó en 1931 una síntesis mejorada. El nombre de la metionina, una abreviatura de "ácido γ-metiltiol-α-amino-butírico", deriva de un trabajo de S. Odake (1925).

## Función
Junto a la cisteína, la metionina es uno de los dos aminoácidos proteinogénicos que contienen azufre. Este deriva de la S-Adenosil metionina (SAM), sirviendo como donante de metilos (la SAM también es usada por las plantas en la síntesis del etileno, en un proceso conocido como ciclo de la metionina o ciclo de Yang).
La metionina es un intermediario en la biosíntesis de la cisteína, la carnitina, la taurina, la lecitina, la fosfatidilcolina y otros fosfolípidos. Fallos en la conversión de metionina pueden desembocar en ateroesclerosis.

## Codificación
La metionina es uno de los dos aminoácidos codificados por un único codón del código genético, el AUG (el otro es el triptófano, que está codificado por el codón UGG), que es también el mensaje que indica al ribosoma el inicio de la traducción de una proteína desde el ARNm. Como consecuencia la metionina es el primer aminoácido incorporado, a pesar de que suele ser eliminada en las modificaciones postraduccionales en las diferentes células.

## Biosíntesis
Enzimas:
- EC 2.1.1.- Metil Transferasas SAM dependientes
- EC 2.1.1.5 Betaina-homocisteína S-metiltransferasa
- EC 2.1.1.13 Metionina sintasa
- EC 2.3.1.30 Serina acetiltransferasaResumen metabólico de la metionina

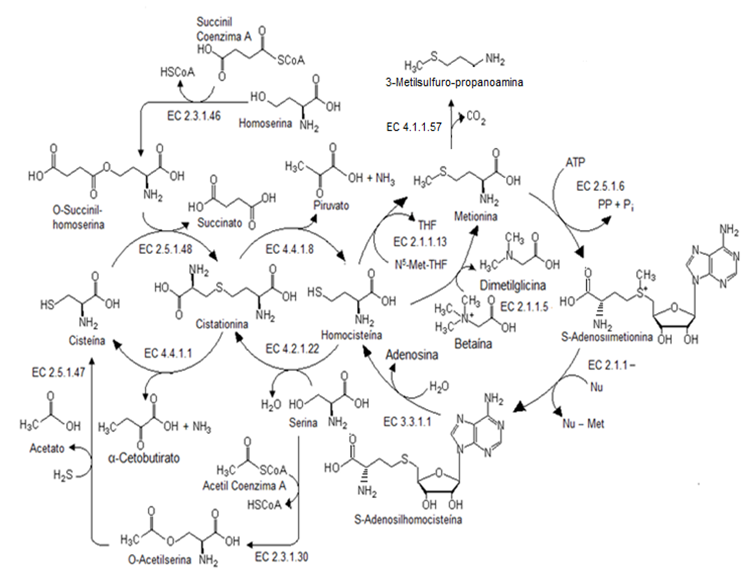
Resumen metabólico de la metionina

- EC 2.3.1.46 Homoserina O-succiniltransferasa
- EC 2.5.1.6 Metionina adenosiltransferasa
- EC 2.5.1.47 Cisteína sintasa
- EC 2.5.1.48 Cistationina γ-sintasa
- EC 3.3.1.1 S-Adenosilhomocisteína hidrolasa
- EC 4.1.1.57 Metionina descarboxilasa
- EC 4.2.1.22 Cistationina-β-sintasa
- EC 4.4.1.1 Cistationina γ -liasa
- EC 4.4.1.8 Cistationina-β-liasa

Como aminoácido esencial la metionina no es sintetizada en los humanos, por lo tanto hemos de ingerir metionina o proteínas que la contengan. En las plantas y los microorganismos, la metionina es sintetizada por una vía que utiliza tanto ácido aspártico como cisteína. Primero, el ácido aspártico se convierte, vía la β-aspartilo-semialdehído, en homoserina, introduciendo un par de grupos metilenos contiguos. La homoserina pasa a convertirse en 0-succinilhomoserina que tras esto reacciona con la cisteína para producir cistationina que es clave para dar paso a la homocisteína. Posteriormente va la metilación del grupo tiol a partir de fosfatos lo que forma la metionina. Tanto la cistationina-γ-sintetasa y la cistationina-β-sintetasa requieren Piridoxil-5’-fosfato como cofactor, mientras que la metiltransferasa homocisteína requiere de Vitamina B12 como cofactor.
Las enzimas que participan en la biosíntesis de la metionina son:
- Aspartokinasa
- β-aspartato semialdehído deshidrogenasa
- homoserina dehidrogenasa
- homoserina acetiltransferasa
- cistationina-γ-sintetasa
- cistationina-β-liasa
- metionina sintetasa (en mamíferos, este paso se efectúa por la homocisteína metiltransferasa)

## Otras vías biomédicas
A pesar de que los mamíferos no pueden sintetizar metionina, aun así todavía se puede utilizar en una gran variedad de vías biomédicas, como en la generación de la homocisteína:
La metionina es convertida a S-adenosilmetionina (SAM) por la metionina adenosiltransferasa, que funciona como donante en muchas reacciones de transferencia de metilos y es convertido en S-adenosilhomocisteína (SAH); la adenocilhomocisteínasa convierte el SAH a homocisteína.
Hay dos destinos de la homocisteína: la regeneración de metionina y la formación de cisteína.

## Regeneración de la metionina
La metionina puede ser regenerada a través de la vía de la homocisteína, participando la metionina sintetasa. En esta regeneración desde homocisteína es requerida  vitamina B12. Por ello un aumento de homocisteína en análisis clínicos podría ser un signo de deficiencia de esta vitamina.
También puede ser remetilado usando la betaina glicina (NNN-trimetil glicina) a través de la vía de la metionina en la que la enzima beatina-homocisteína metiltransferasa (E.C.2.1.1.5, BHMT). La BHMT representa un 1.5 % de todas las proteínas solubles en el hígado y evidencias recientes sugieren que puede tener una gran influencia en la homeostasis de la metionina y la homocisteína aún mayor que la metionina sintetasa.

## Conversión a cisteína
La homocisteína puede ser convertida a cisteína.
1. La cistationina-beta-sintetasa (una enzima dependiente del PLP) combina homocisteína y serina para producir cistationina. En vez de degradar cistationina vía cistationina-beta-liasa, característica esta degradación de la biosíntesis, en este caso la cistationina es rota pasando a cisteína y en la α-ketobutirato produciendo cistationina-Y-liasa.
2. La alfa-ketoácido deshidrogenada convierte alfa-ketobutirato en propionilo-CoA que es metabolizado a propionil-CoA en un proceso de tres pasos.

## Biosíntesis de poliaminas
Las poliaminas espermina y espermidina requieren la transferencia de un sustituyente 3-aminopropil al nitrógeno de una molécula de putrescina o de espermina. Dicho grupo se obtiene por descarboxilación de la S-Adenosil metionina (SAM). Cuando se sintetiza la espermina o la espermidina, el S-metiltiorribósido sufre una serie de transformaciones de tal manera que se recupere la metionina. Dicha ruta se conoce como Ruta de salvamento de la metionina ("Methionine Salvage Pathway").
Enzimas:

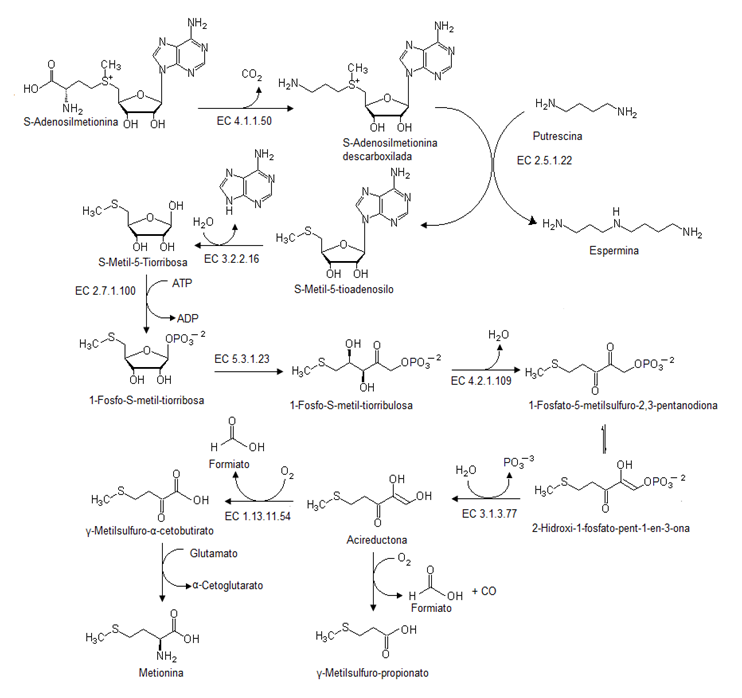
Ruta de salvamento de la metionina

- EC 1.13.11.54 Acirreductona dioxigenasa dependiente de hierro (II).
- EC 1.13.11.53 Acirreductona dioxygenasa dependiente de níquel (II)
- EC 2.5.1.22 Espermina sintasa
- EC 2.6.1.5 Tirosina transaminasa (También puede transaminar metionina)[9]
- EC 2.7.1.100 S-Metil-5-tiorribosa quinasa
- EC 3.1.3.77 Acirreductona sintasa
- EC 3.2.2.16 Metiltioadenosina nucleosidasa
- EC 4.1.1.50 S-Adenosilmetionina descarboxilasa
- EC 4.2.1.109 Metiltiorribulosa 1-fosfato deshidratasa
- EC 5.3.1.23 S-metil-5-tiorribosa-1-fosfato isomerasa

## Otras biosíntesis
La metionina está implicada en la biosíntesis de etileno, la nicotianamina, las salinosporamidas y varios glucosinolatos tales como la sinigrina, la glucoqueirolina, la glucoerucina, la glucoiberina, la glucoiberverina, la glucorrafanina y el sulforrafano.

## Enfermedades metabólicas
La degradación de la metionina está alterada en las siguientes enfermedades metabólicas:
- Acidemia propiónica
- Aciduria malónica y metilmalónica combinada (CMAMMA)
- Aciduria metilmalónica
- Homocistinuria